# GABBR2
La  
subunidad 2, del receptor tipo B, del ácido gamma-amino butírico (GABA B2) o (GABA-B-R2) es una subunidad del receptor acoplado a proteínas G que en humanos esta codificada por el gen GABBR2.
La proteína de membrana múltiple codificada por este gen pertenece a la familia del receptor 3 acoplado a proteína G y a la subfamilia del receptor GABA-B. Los receptores GABA-B inhiben la actividad neuronal a través de sistemas de segundo mensajero acoplados a proteína G, que regulan la liberación de neurotransmisores y la actividad de los canales iónicos y la adenilil ciclasa. Esta subunidad del receptor forma un complejo heterodimérico activo con la subunidad 1 del receptor GABA-B, ninguno de los cuales es eficaz por sí solo. Las variantes alélicas de este gen se han asociado con la dependencia de la nicotina.

## Función
Los receptores de tipo B para el neurotransmisor GABA (ácido gamma-aminobutírico) inhiben la actividad neuronal a través de sistemas de señalización acoplados a proteína G, que regulan la liberación de neurotransmisores y la actividad de los canales iónicos y la adenilil ciclasa.

## Interacciones
Se ha demostrado que GABBR2 interactúa con GABBR1.